# Lago Femund
Il lago Femund (in norvegese Femunden) è un lago della Norvegia e con i suoi 203,52 km² è il secondo lago naturale del Paese per superficie, terzo dopo la realizzazione della diga sul Røssvatnet.

## Geografia
Amministrativamente il lago si trova nei comuni di Os e Engerdal (nella contea di Innlandet) e Røros (nel Trøndelag), nei pressi del confine con la Svezia.
Il Femund è caratterizzato da una forma molto allungata con una lunghezza di 60 km e una larghezza che varia da un minimo di 2 km ad un massimo di 9 km. La profondità massima è di 130 m e la superficie si trova a 662 m di altitudine.
Il lago è alimentato da parecchi piccoli corsi d'acqua, tra cui il Rogen. Tra gli emissari il principale è il Gløta, all'estremità meridionale del lago, che dopo aver alimentato il lago Isteren prende il nome di Femundselva. Si immette poi, in territorio svedese, nel sistema fluviale del Trysilelva (Klarälven in svedese) che sfocia nel lago Vänern, a sua volta tributario del Kattegat per mezzo del fiume Göta älv.
Attorno al lago sorgono una serie di piccoli insediamenti umani. Il villaggio di Sømådal sorge sulla sponda occidentale, mentre Elgå si trova sulla riva est del lago.

## Origini del nome
La prima parte del nome Fe- o Fem- ha origine ignota, mentre la seconda parte -mund o -und è un suffisso comune nei toponimi norvegesi.
Si pensa che il nome sia correlato al termine feim (che rimanda al termine inglese foam, schiuma) o fim (palude in alcuni dialetti svedesi).

## Storia

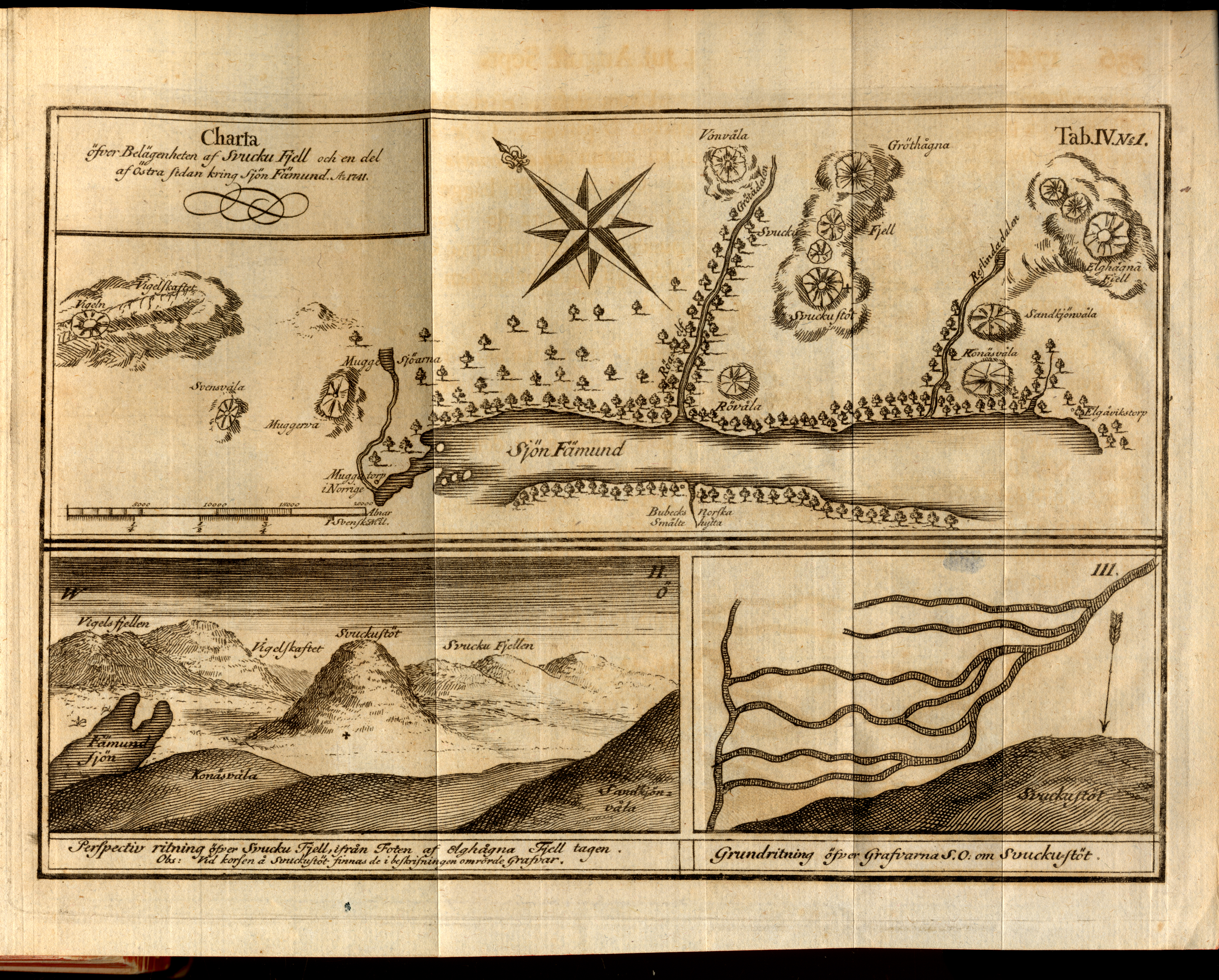
Il monte Store Svuku e il tratto orientale del Femund in una cartina del 1741.

A causa delle difficili condizioni di vita, l'area intorno al lago è stata abitata piuttosto tardi. Nel XVII secolo Femund era meta degli allevatori di renne del Finnmark col le loro mandrie. Nel 1644 furono scoperte le prime miniere di rame a Røros, il cui sfruttamento cominciò già nel 1645. Le foreste intorno al lago Femund fornirono il legname necessario alla costruzione delle gallerie e alla fusione del minerale estratto.
Nel tardo medioevo il lago è stato interessato dalle dispute territoriali tra Norvegia e Svezia. Il lago ha segnato il confine tra le due nazioni per un lungo periodo dopo la conquista svedese dei territori di Idre e Särna, sebbene tale confine non fu mai riconosciuto dalla Norvegia. Nel 1751 l'area ad est del lago, il Femundsmarka, fu ceduta dalla Svezia alla Norvegia e il confine fu nuovamente e definitivamente spostato, questa volta rappresentato da una linea dritta lunga 61 km tra i monti Våndsjögusten (1002 m) e Østerhogna (1185 m).
Tra il 1742 e il 1833 fu messo in funzione un complesso metallurgico a 70 km da Røros; di questi oggi restano soltanto vecchie rovine; alcuni reperti e testimonianze dell'epoca sono raccolti a Femundshytten.
In seguito al disastro di Černobyl' del 1986, la zona intorno al lago è stata interessata da un pesante inquinamento radioattivo (fino a 15'000 Bq/m² di deposito di cesio-137 e cesio-134).

## Natura

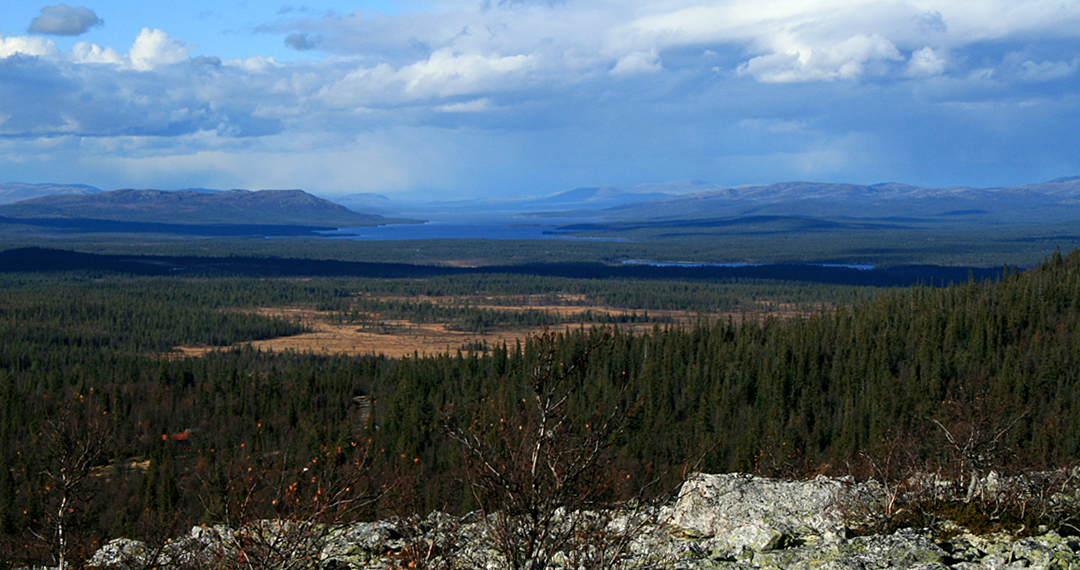
Il lago Femund visto da Engerdal Østfjell.

L'intera area a est del lago fino al confine svedese, nota come Femundsmarka, è occupata dal parco nazionale Femundsmarka, istituito nel 1971.
Nell'area protetta vi sono linci, ghiottoni, visoni, procioni e sporadicamente orsi bruni. Molto diffuso nei pressi del rifugio Røvollen, nella zona nord-orientale del lago, è anche il castoro.
La sponda orientale nei pressi di Elgå, è solitamente zona di pascolo per circa 3'000 renne addomesticate.
A partire dal 1984 è stata introdotta nell'area una mandria di buoi muschiati.
Le acque del lago pullulano invece di lucci, coregoni, salmerini, temoli, sanguinerole, persici, acerine e bottatrici, oltre che di trote; queste ultime oggetto di pesca sportiva.
Tra la flora, molto diffusi sono i licheni che costituiscono la principale alimentazione delle renne.

## Turismo

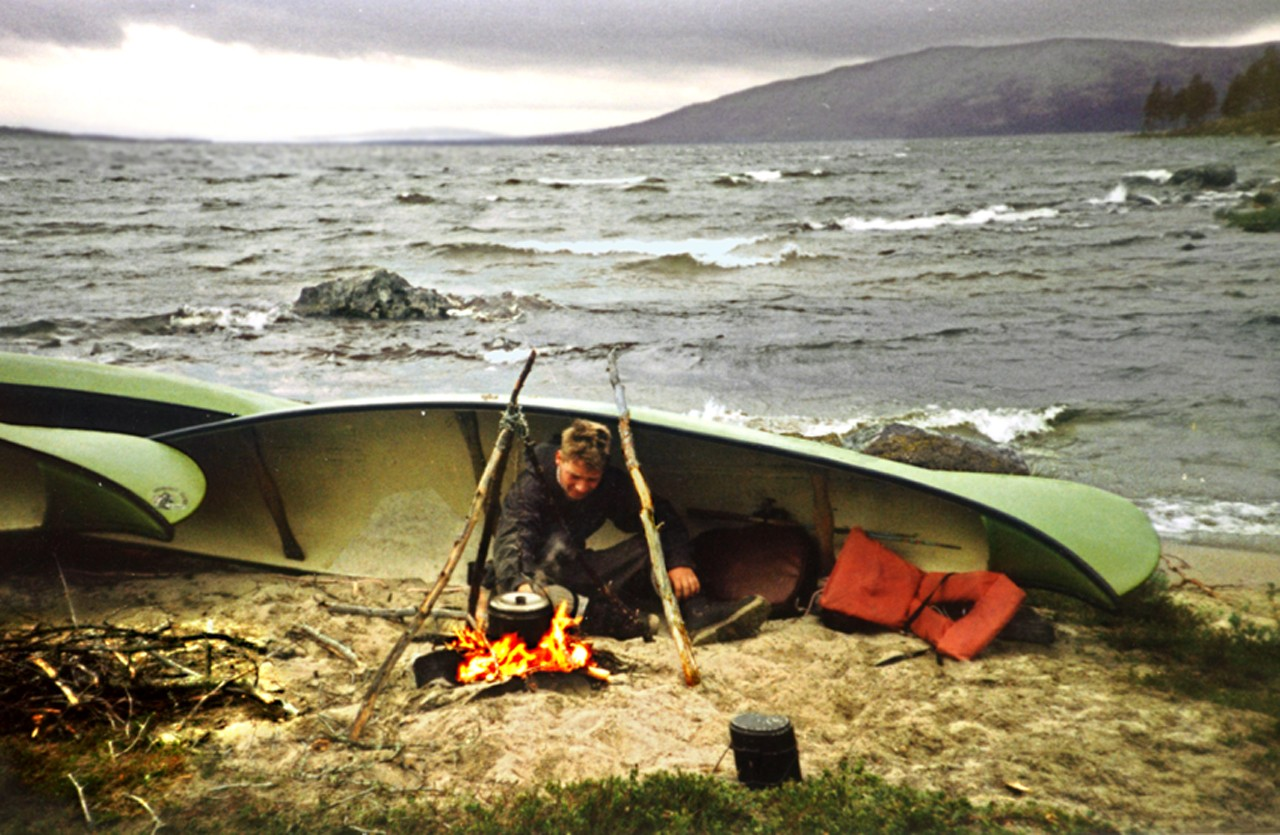
Canoista al riparo con il Femund in tempesta.

Il battello "Fæmund II" è in servizio nei mesi estivi tra Synnervika ed Elgå e serve principalmente i turisti oltre che la popolazione locale. I visitatori sono principalmente richiamati dalle attrazioni paesaggistiche e naturalistiche del parco nazionale Femundsmarka. Molto comuni sono le escursioni nel parco e sul lago con canoe, sebbene queste ultime sono sconsigliabili per la variabilità del meteo.
A Drevsjø, a sud del lago, si trova il museo all'aperto Blokkodden (Blokkodden Villmarksmuseum), che raccoglie testimonianze della tradizione sami e dell'utilizzo delle risorse naturali a partire dal XVII secolo. Engerdal, a sud del lago, è l'insediamento sami più meridionale in Norvegia.
A Ufertort Elgå è presente l'unico mercato ittico norvegese situato nell'entroterra.